# شویدنگتسا
شویدنیتسا (به لهستانی:  Świdnica) یک منطقهٔ مسکونی در لهستان است که در شهرستان شویدنیتسا واقع شده‌است. شویدنیتسا ۲۱٫۷۶ کیلومتر مربع مساحت و ۵۹٬۰۰۲ نفر جمعیت دارد و ۲۵۰ متر بالاتر از سطح دریا واقع شده‌است.

## خواهرخوانده
شهرهای کازینتبارتیکا، لامپرتهایم، آلمان، بیبراخ آن در ریس، پولیتسه ناد متویی، Tendring، شونچیونیس، نیژین، تروتنو، لوبناو و ایوانو-فرانکیفسک خواهرخوانده‌های شویدنیتسا هستند.